# Себастьян Аго (фінський хокеїст)
Себастьян Аго (фін. Sebastian Aho, нар. 26 липня 1997, Раума) — фінський хокеїст, центральний нападник, крайній нападник клубу НХЛ «Кароліна Гаррікейнс». Гравець збірної команди Фінляндії.

## Ігрова кар'єра
Хокейну кар'єру розпочав на батьківщині 2013 року виступами за команду «Кярпят». Окрім клубу «Кярпят» захищав кольори іншого фінського клубу «Ессят».
2015 року був обраний на драфті НХЛ під 35-м загальним номером командою «Кароліна Гаррікейнс».
13 червня 2016 уклав трирічний контракт з «Кароліною». 13 жовтня 2016 дебютував у складі «ураганів». 12 листопада 2016 закинув другу шайбу в переможному матчі проти «Вашингтон Кепіталс». 31 січня 2017 відзначився першим хет-триком у матчі проти «Філадельфія Флаєрс».
У сезоні 2018–19 Себастьяна було обрано до матчу всіх зірок НХЛ. 13 січня 2019 нападник відзначився другим хет-триком у переможному матчі 6–3 проти «Нашвілл Предаторс».
7 липня 2019 «Гаррікейнс» підписав із Аго п'ятирічний контракт на суму $42.27 мільйона доларів.
26 липня 2023 року Себастьян уклав новий восьмирічний контракт із клубом. Перед стартом сезону 2024–25 сторони узгодили умови контракту до сезону 2031–32.
Був гравцем молодіжної збірної Фінляндії, у складі якої брав участь у 26 іграх. У складі національної збірної Фінляндії дебютував на чемпіонаті світу 2016 року.

## Нагороди та досягнення
- Чемпіон Фінляндії в складі «Кярпят» — 2015.
- Учасник матчу усіх зірок НХЛ — 2019, 2022, 2024.

## Статистика

### Клубні виступи
| 2013–14      | «Кярпят»              | СМ-Л         | 3   | 0   | 1   | 1   | 0   | —  | —  | —  | —  | —  |
| 2014–15      | «Кярпят»              | СМ-Л         | 27  | 4   | 7   | 11  | 10  | 10 | 1  | 2  | 3  | 2  |
| 2014–15      | «Ессят»               | СМ-Л         | 3   | 0   | 2   | 2   | 0   | —  | —  | —  | —  | —  |
| 2015–16      | «Кярпят»              | СМ-Л         | 45  | 20  | 25  | 45  | 2   | 14 | 4  | 11 | 15 | 8  |
| 2016–17      | «Кароліна Гаррікейнс» | НХЛ          | 82  | 24  | 25  | 49  | 26  | —  | —  | —  | —  | —  |
| 2017–18      | «Кароліна Гаррікейнс» | НХЛ          | 78  | 29  | 36  | 65  | 24  | —  | —  | —  | —  | —  |
| 2018–19      | «Кароліна Гаррікейнс» | НХЛ          | 82  | 30  | 53  | 83  | 26  | 15 | 5  | 7  | 12 | 2  |
| 2019–20      | «Кароліна Гаррікейнс» | НХЛ          | 68  | 38  | 28  | 66  | 26  | 8  | 3  | 9  | 12 | 4  |
| 2020–21      | «Кароліна Гаррікейнс» | НХЛ          | 56  | 24  | 33  | 57  | 32  | 11 | 6  | 5  | 11 | 12 |
| 2021–22      | «Кароліна Гаррікейнс» | НХЛ          | 79  | 37  | 44  | 81  | 38  | 14 | 4  | 7  | 11 | 12 |
| 2022–23      | «Кароліна Гаррікейнс» | НХЛ          | 75  | 36  | 31  | 67  | 42  | 15 | 5  | 7  | 12 | 12 |
| 2023–24      | «Кароліна Гаррікейнс» | НХЛ          | 78  | 36  | 53  | 89  | 36  | 11 | 4  | 8  | 12 | 2  |
| Усього в НХЛ | Усього в НХЛ          | Усього в НХЛ | 598 | 254 | 303 | 557 | 250 | 74 | 27 | 43 | 70 | 44 |

### Збірна
| Рік                | Команда            | Турнір             | Місце              | І  | Г  | П  | О  | ШХ |
| ------------------ | ------------------ | ------------------ | ------------------ | -- | -- | -- | -- | -- |
| 2013               | Фінляндія          | МІГ                | 5-е                | 4  | 0  | 0  | 0  | 2  |
| 2014               | Фінляндія          | МІГ                | 5-е                | 4  | 5  | 2  | 7  | 0  |
| 2014               | Фінляндія          | ЮЧС18              | 6-е                | 5  | 2  | 1  | 3  | 4  |
| 2015               | Фінляндія          | ЮЧС18              | 2                  | 1  | 0  | 1  | 1  | 0  |
| 2015               | Фінляндія          | МЧС                | 7-е                | 5  | 0  | 0  | 0  | 2  |
| 2016               | Фінляндія          | МЧС                | 1                  | 7  | 5  | 9  | 14 | 4  |
| 2016               | Фінляндія          | ЧС                 | 2                  | 10 | 3  | 4  | 7  | 4  |
| 2016               | Фінляндія          | КС                 | 8-е                | 3  | 0  | 0  | 0  | 0  |
| 2017               | Фінляндія          | ЧС                 | 4-е                | 10 | 2  | 9  | 11 | 4  |
| 2018               | Фінляндія          | ЧС                 | 5-е                | 8  | 9  | 9  | 18 | 2  |
| Молодіжна збірна   | Молодіжна збірна   | Молодіжна збірна   | Молодіжна збірна   | 26 | 12 | 13 | 25 | 12 |
| Національна збірна | Національна збірна | Національна збірна | Національна збірна | 31 | 14 | 22 | 36 | 10 |